# Ngọc Lan (diễn viên, sinh 1985)
Nguyễn Ngọc Lan (sinh ngày 17 tháng 8 năm 1985), thường được biết đến với nghệ danh Ngọc Lan, là một cựu nữ diễn viên, người mẫu kiêm người dẫn chương trình truyền hình người Việt Nam. Được đánh giá là một trong những nữ diễn viên Việt Nam xuất sắc nhất trong thế hệ của mình, cô nổi tiếng với khả năng diễn xuất nổi trội qua nhiều vai diễn trên truyền hình.
Cô bắt đầu nổi lên qua vai diễn Phương Hồng trong Kiều nữ và đại gia, sau đó tiếp tục tạo dấu ấn với nhiều vai diễn nổi tiếng khác trong Cổng mặt trời, Thuyền giấy, Âm tính, Bán chồng, Trói buộc yêu thương và Mặt nạ gương.
Ngọc Lan là gương mặt gây ấn tượng khi chuyên trị những vai diễn đòi hỏi nhiều chiều sâu trên màn ảnh Việt, và luôn biết cách đổi mới qua từng vai diễn. Trong suốt hai thập niên theo đuổi nghệ thuật, cô đã tham gia hơn 150 bộ phim.

## Tiểu sử
Ngọc Lan tên đầy đủ là Nguyễn Ngọc Lan, sinh ngày 17 tháng 8 năm 1985 tại thành phố Hồ Chí Minh. Trước khi trở thành ngôi sao nổi tiếng, cô từng trải qua tuổi thơ gian khó. Ba của Ngọc Lan mất vì bệnh ung thư phổi khi cô mới hơn 1 tuổi. Kể từ đó, mẹ cô đã phải vất vả làm lụng để kiếm tiền nuôi hai anh em cô ăn học. Ngày đó, gia đình cô sống trong căn nhà dột nát, mẹ Ngọc Lan và anh trai thường tìm nhiều cách để che chắn cho cô đỡ phải chịu ướt. Ngọc Lan cũng từng tâm sự, ngày đó, gia đình ít khi có thịt ăn, nên mỗi lần mua được chút thịt, mẹ nhường hết cho hai anh em.
Trong kí ức nữ diễn viên, tuổi thơ cô là những tháng ngày nhiều gian lao, khó nhọc. Dù khó khăn là thế nhưng khi nhớ lại tuổi thơ của mình, Ngọc Lan vẫn bảo mình không bị thiếu thốn bởi có tình thương của mẹ và anh trai. Từ nhỏ, Ngọc Lan đã là một người sống độc lập trong suy nghĩ và luôn tự chịu trách nhiệm với những quyết định của mình. Chính vì vậy mà mẹ luôn tin tưởng và ủng hộ nữ diễn viên khi cô quyết định từ bỏ nghề giáo viên để theo đuổi con đường nghệ thuật.
Dù không có xuất phát điểm từ trường lớp bài bản như các đồng nghiệp cùng trang lứa song Ngọc Lan khẳng định cô chưa bao giờ rơi vào trường hợp phải đi xin vai. Ngọc Lan kể rằng cô có thói quen sau một ngày làm việc sẽ xem lại những cảnh quay ngày hôm đó để tự đánh giá. Đồng thời, cô cũng quan sát cách thể hiện của các đồng nghiệp để học hỏi thêm. “Bởi vì không được đào tạo từ trường lớp nên tôi phải học gấp đôi, gấp ba so với một người bước ra từ trường lớp đàng hoàng. Ngày xưa xem phim Black swan (Thiên nga đen), tôi rất ấn tượng với một câu thoại đó là khi đứng trước gương, bản thân phải thương nhân vật của mình thì khán giả mới thương được. Đó là một trong những bài học rất lớn của tôi”, Ngọc Lan bộc bạch.

## Sự nghiệp
Bắt đầu hoạt động diễn xuất từ việc làm người mẫu ảnh cho Báo Mực Tím, đến năm 2003 cô lần đầu bén duyên với nghiệp diễn xuất qua vai bé Ba trong phim Công ty thời trang.
Ngọc Lan bắt đầu nổi lên qua vai diễn Phương Hồng trong Kiều nữ và đại gia. Thật sự bộ phim đã làm nên tên tuổi cho Ngọc Lan, thậm chí cho đến hiện tại khán giả vẫn yêu mến gọi cô là "kiều nữ". Đây cũng là bộ phim làm nên tên tuổi một thời của Lý Nhã Kỳ và Thùy Lâm. Sau đó cô tạo ấn tượng mạnh với nhiều vai diễn khác trong Cổng mặt trời, Thuyền giấy, Âm tính, Bán chồng, Trói buộc yêu thương và Mặt nạ gương.
Hiếm ai được biết trước khi Ngọc Lan bước chân vào nghề diễn viên điện ảnh, nữ diễn viên từng là người mẫu và quay hình cho các ca sĩ nổi tiếng hay đĩa karaoke. Trong một lần tình cờ hợp tác của cô với nhóm The Wind, Ngọc Lan có cơ hội làm việc với phó đạo diễn phim Công ty thời trang Chu Thiên. Từ đó, Ngọc Lan chính thức bước chân vào sự nghiệp nghề điện ảnh.
Dù không tham gia những lớp diễn xuất chuyên nghiệp nhưng Ngọc Lan đã dần khẳng định tài năng cùng sự nỗ lực không ngừng nghỉ của bản thân.
Với cơ hội được thủ vai đầu tiên cho bộ phim Công ty thời trang năm 2004, cô diễn viên trẻ từng bước đến gần hơn với khán giả truyền hình.
Khi mới vào nghề Ngọc Lan đã không ít lần gặp khó khăn. Vì xuất thân không được đào tạo diễn xuất chuyên nghiệp như bao diễn viên khác nên Ngọc Lan nhiều lần bị la mắng, bị quên lãng khi đứng trước những diễn viên lão làng như: Quốc Thái, Trương Ngọc Ánh.
Nhưng không vì điều này mà khiến Ngọc Lan từ bỏ đam mê của mình, cô quyết tâm chinh phục bằng cách nỗ lực hết mình. Cô học hỏi thêm các kinh nghiệm trong những cảnh quay bằng chính khả năng và tên tuổi của mình. Cuối cùng nữ diễn viên 8x cũng có thể từng bước khẳng định tên tuổi của mình với nhiều bộ phim nổi tiếng như: Tình yêu pha lê, Kiều nữ đại gia, Ầu ơ ví dầu, Cuộc gọi lúc 0 giờ và Cổng mặt trời.
Năm 2012, Ngọc Lan diễn vở kịch “Quê nhà quê người” và tham gia trong một số bộ phim như: “Tết ơi xuân à”, “ Chuyện xứ dừa” và “Quý bà lắm chiêu”. Cô còn tham gia vào chương trình Tài tiếu tuyệt. Trước đó, cô cũng đóng nhiều vở kịch nói trên  sân khấu khác.
Năm 2015, Ngọc Lan tiếp tục tham gia vào bộ phim “Hai người vợ” chiếu trên truyền hình Vĩnh Long. Phim nhận được nhiều yêu mến từ khán giả và được giới chuyên môn đánh giá cao.
Trong bộ phim “Thuyền giấy” năm 2013, Ngọc Lan thủ vai Hương Thảo, đây có thể nói là vai diễn thành công nhất của cô. Vai diễn này cũng giúp cô giành được 3 giải thưởng đó là nữ diễn viên được yêu thích nhất của HTV Award năm 2014, nữ diễn viên xuất sắc tại liên hoan của phim truyền hình năm 2013 và là nữ diễn viên chính trong phim truyền hình xuất sắc của chương trình cánh diều vàng năm 2014.
Ngoài ra, nhờ vào sự miệt mài, chăm chỉ trong hoạt động nghệ thuật, Ngọc Lan cũng xuất sắc giành được hàng loạt giải thưởng danh giá, tiêu biểu như Cánh diều vàng và HTV Awards 2014 và nhiều giải thưởng danh giá khác trong suốt hành trình hoạt động nghệ thuật của mình.
Đặc biệt gần đây, vai diễn Nga trong phim Bán chồng được Ngọc Lan thể hiện xuất sắc trong từng ánh mắt, nụ cười, lời nói và cách nhấn nhá khiến khán giả bị thuyết phục bởi khả năng diễn xuất ngày càng chắc tay của “kiều nữ”.
Ngoài ra, nữ diễn viên cũng tích cực tham gia nghệ thuật với nhiều vai trò khác như diễn viên kịch, MC ở một số chương trình truyền hình như: Bạn muốn hẹn hò và Tâm sự mẹ bỉm sữa.
Dù không tham gia những lớp diễn xuất chuyên nghiệp nhưng Ngọc Lan đã dần khẳng định tài năng cùng sự nỗ lực không ngừng nghỉ của bản thân qua nhiều vai diễn ấn tượng. Cho đến nay Ngọc Lan đã là một nữ diễn viên kỳ cựu, quen thuộc trong lòng khán giả, cô diễn tốt ở nhiều vai diễn khác nhau và có nhan sắc ngày càng mặn mà, xinh đẹp, quý phái.
Ngọc Lan cũng từng làm giám khảo ở một số cuộc thi và chương trình truyền hình như: Sao nối ngôi, Nét đẹp sư phạm và các vòng casting tuyển chọn diễn viên của các bộ phim.
Ngày 19 tháng 8 năm 2024, Ngọc Lan thông báo tạm ngừng sự nghiệp diễn xuất sau hơn 20 năm hoạt động.

## Đời tư
Cô và diễn viên Thanh Bình chính thức về nhà chung từ tháng 7 năm 2016. Năm 2017, cô hạ sinh bé Louis. Đến năm 2019, cô xác nhận đã ly hôn với Thanh Bình.

## Danh sách phim

### Truyền hình
| Năm  | Tựa Phim                              | Vai diễn                 | Kênh       | Ghi Chú |
| ---- | ------------------------------------- | ------------------------ | ---------- | ------- |
| 2005 | Công ty thời trang                    | Thủy                     | HTV9       |         |
| 2005 | Vòng xoáy tình yêu                    | Vũ nữ                    | HTV7       |         |
| 2005 | Cổ tích Việt Nam: Ba chàng thiện nghệ | Lụa                      | HTV7       |         |
| 2006 | Hương phù sa                          | Tuyết                    | HTV9       |         |
| 2006 | Hai mảnh đời                          | Lan                      | HTV7       |         |
| 2006 | Mùi ngò gai                           | Nương                    | HTV9       |         |
| 2006 | Tình yêu còn mãi                      | Thục Nữ                  | HTV7       |         |
| 2006 | Nhịp đập trái tim                     | Hoa                      | HTV7       |         |
| 2008 | Tình yêu pha lê                       | An Khê                   | HTV7       |         |
| 2008 | Kiều nữ và đại gia                    | Phương Hồng              | HTV9       |         |
| 2008 | Một ngày không có em                  | Nguyệt Hoa               | HTV7       |         |
| 2008 | Đồng hồ cát                           | Các vị thần nữ           | Let's Viet |         |
| 2009 | Ký ức mong manh                       | Xuyến                    | HTV7       |         |
| 2009 | Hiệp sĩ đường phố                     | Thiên Tú                 | HTV9       |         |
| 2009 | Ngõ vắng                              | Như My                   | Let's Viet |         |
| 2009 | Ra giêng ai cưới em?                  | Linh Đan                 | THVL1      |         |
| 2010 | Gia đình sóng gió                     | Ngọc Hân                 | THVL1      |         |
| 2010 | Âm tính                               | Hồng                     | HTV9       |         |
| 2010 | Tình ca phố                           | Hạ My                    | HTV7       |         |
| 2010 | Thụy khúc                             | Hồng                     | HTV7       |         |
| 2010 | Phía sau ánh bình minh                | Tâm                      | HTV7       |         |
| 2010 | Chạm tới hoàng hôn                    | Ngân                     | HTV7       |         |
| 2010 | Thẩm mỹ viện                          | Bạch Trang               | HTV9       |         |
| 2010 | Cuộc gọi lúc 0 giờ                    | Thiên Hương              | VTV3       |         |
| 2010 | Cổng mặt trời                         | Hồng                     | HTV7       |         |
| 2010 | Những bông hồng xanh                  | Phượng                   | HTV9       |         |
| 2011 | Lòng dạ đàn bà                        | Kim Diệp                 | HTV9       |         |
| 2011 | Ngày ta yêu nhau                      | Ngân Hà                  | HTV7       |         |
| 2012 | Ầu ơ ví dầu                           | Oanh                     | HTV9       |         |
| 2012 | Tết ơi Xuân à!                        | Xuân                     | HTV2       |         |
| 2012 | Chuyện xứ dừa                         | Mận                      | SCTV14     |         |
| 2012 | Chuyện quý bà                         | Hà                       | ĐN1        |         |
| 2012 | Kẻ bán linh hồn                       | Lan                      | SCTV14     |         |
| 2013 | Những đoá ngọc lan                    | Chiêu Mai                | VTV9       |         |
| 2013 | Bờ bến lạ                             | Bà Hà                    | VTV9       |         |
| 2013 | Ranh giới tình                        | Diễm Tình                | Let's Viet |         |
| 2013 | Chạy trốn tình yêu                    | Hiệp Minh                | HTV9       |         |
| 2013 | Thuyền giấy                           | Hương Thảo               | HTV7       |         |
| 2013 | Hai người cha                         | Diễm                     | SCTV14     |         |
| 2013 | Quý bà lắm chiêu                      | Minh Thư                 | SCTV14     |         |
| 2014 | Yêu không dễ                          | Diệu                     | SCTV14     |         |
| 2014 | Cha rơi                               | Cẩm Hường                | VTV9       |         |
| 2014 | Chỉ một tình yêu                      | Mén                      | THVL1      |         |
| 2014 | Dấu cộng của trái tim                 | Vân                      | HTV9       |         |
| 2014 | Dạ khúc nguyệt cầm                    | Như                      | VTV8       |         |
| 2014 | Gỡ rối tơ lòng                        | Ngọc                     | Let’s Viet |         |
| 2015 | Bản năng thép                         | Khánh                    | Let’s Viet |         |
| 2015 | Sát thủ hoa hồng trắng                | Phúc                     | SCTV14     |         |
| 2015 | Ải trần gian                          | Hường                    | THVL1      |         |
| 2015 | Mặn hơn muối                          | Thủy                     | HTV7       |         |
| 2015 | Nhà trọ có bốn cô chiêu               | Linh                     | Let’s Viet |         |
| 2016 | Vòng tròn tội lỗi                     | Trần Hồng Quân           | HTV7       |         |
| 2016 | Hai người vợ                          | Dạ Thảo                  | THVL1      |         |
| 2016 | Đường chân trời                       | Tuyết                    | SCTV14     |         |
| 2016 | Mai anh đào                           | Xuân Mai                 | SCTV14     |         |
| 2016 | Nó là con tôi                         | Yến Nhi                  | SCTV14     |         |
| 2016 | Xin lỗi con                           | Vi Nhạn                  | HTV7       |         |
| 2017 | Mặt nạ tình yêu                       | Thu Hồng                 | THVL1      |         |
| 2017 | Yêu là phải liều                      | Chị Thiện                | HTV7       |         |
| 2018 | Nhà ông Hoàng có ma                   | Thắm                     | SCTV14     |         |
| 2018 | Khép lại quá khứ                      | Thủy                     | HTV9       |         |
| 2018 | Trả em kiếp này                       | Hạnh                     | HTV9       |         |
| 2018 | Trang trại hoa hồng                   | Hoa                      | VTV1       |         |
| 2018 | Bố là tất cả                          | Minh Thảo                | HTV7       |         |
| 2019 | Dzìa đi tía ơi                        | Hai Sương                | SCTV14     |         |
| 2019 | Bán chồng                             | Phương Nga               | VTV3       |         |
| 2019 | Lần đầu làm mẹ                        | Dung                     | VTV9       |         |
| 2019 | Em chưa muốn lấy chồng                | Thu Ngân                 | VTV9       |         |
| 2019 | Chồng à vợ ơi!                        | Mỹ Dung                  | VTV9       |         |
| 2019 | Văn phòng ma nữ                       | Thiện Nữ                 | VTV9       |         |
| 2019 | Shipper Bá Đạo                        | Khách Hàng Âm            | VTV9       |         |
| 2019 | Ngôi nhà hạnh phúc                    | Út Bông                  | TodayTV    |         |
| 2020 | Hợp đồng yêu đương                    | Tóc Tiên                 | TodayTV    |         |
| 2020 | Luật trời                             | Bà Trang                 | THVL1      |         |
| 2020 | Nanh thép                             | Thu Cúc                  | THVL1      |         |
| 2020 | Mẹ chồng làm dâu                      | Ngọc Hà                  | HTV9       |         |
| 2020 | Hổng cần đàn ông                      | Lam Dung                 | VTV9       |         |
| 2020 | Trói buộc yêu thương                  | Hà                       | VTV3       |         |
| 2020 | Gia đình hoà thuận                    | Hòa                      | VTV9       |         |
| 2021 | Cảnh sát hình sự: Mặt nạ gương        | Bà Ngọc Diễm             | VTV3       |         |
| 2021 | Nghiệp sinh tử (phần 3)               | Mót / Bà Nguyễn Phu Nhân | THVL1      |         |
| 2022 | Mẹ rơm                                | Hồng                     | VTV1       |         |
| 2022 | Hoàng hạc lâu                         | Kim Ngân                 | QPVN       |         |
| 2023 | Ông bố đeo tạp dề                     | Thùy                     | SCTV14     |         |
| 2024 | Gió ngược                             | Tư Thơ                   | SCTV14     |         |

### Web drama
| Năm  | Tựa Phim              | Vai diễn  | Kênh  | Ghi Chú |
| ---- | --------------------- | --------- | ----- | ------- |
| 2023 | Nữ chủ                | Bà Dung   | VieON |         |
| 2024 | Hạnh phúc bị đánh cắp | Ánh Dương | VieON |         |

### Điện ảnh
| Năm  | Tên phim     | Vai  |
| ---- | ------------ | ---- |
| 2009 | 14 ngày phép | Thảo |

### MV ca nhạc
| Năm  | MV                                  | Ca sĩ        |
| ---- | ----------------------------------- | ------------ |
| 2005 | Anh mong em                         | Duy Mạnh     |
| 2006 | Anh là người có lỗi                 | Lâm Vũ       |
| 2006 | Xin lỗi em nhiều                    | Lâm Vũ       |
| 2006 | Hãy như là tình nhân                | Lâm Vũ       |
| 2006 | Em sẽ hiểu cho anh                  | Lâm Vũ       |
| 2006 | Anh chỉ là hình bóng của người khác | Lâm Vũ       |
| 2009 | Vợ tôi                              | Thiên Trường |
| 2009 | Yêu trong nghi ngờ                  | Thiên Trường |
| 2009 | Nếu có yêu tôi                      | Tống Gia Vỹ  |
| 2009 | Không bao giờ bó tay 2              | Tống Gia Vỹ  |
| 2009 | Cuộc tình buồn                      | Tống Gia Vỹ  |
| 2009 | Yêu một người dưng                  | Tống Gia Vỹ  |
| 2009 | Thật lòng anh rất nhớ em            | Tống Gia Vỹ  |
| 2009 | Có duyên không nợ                   | Tống Gia Vỹ  |

## Danh sách kịch
Tiêu biểu:

### Kịch nói[12]
- Ngọc Lan trong gió
- Con đò bên nước
- Lời thề định mệnh
- Quê nhà quê người
- Nửa đời ngơ ngác
- Tình duyên thuở trước
- Bàn tay của trời
- Đêm ba mươi
- Thạch Sanh Lý Thông
- Tình làng nghĩa xóm
- Trà Hoa Nữ
- Duyên thệ
- Và nhiều vở kịch khác

### Hài kịch[13]
- Tuyển osin
- Tổ lạnh
- Cái gì vậy trời
- Chạy
- Tết trung thu te tua
- Bán hàng đa cấp
- Học viện “Tiêng tái”
- Noel ai cũng có quà
- Cán bộ trong mơ
- Ok! Mình chia tay đi
- Học tàn thi lụi
- Thực đơn buổi sáng
- Thực đơn tối
- Nhạc cảnh Chuyện tình bên ao cá
- Chiếc khố rách
- Lệnh bắt chó
- Chó cắn áo lành
- Và nhiều vở kịch khác

## Chương trình truyền hình
Tiêu biểu:
- Sao nối ngôi - Ban giám khảo
- Tình trăm năm - MC
- Bạn muốn hẹn hò - MC
- Tâm sự mẹ bỉm sữa - MC
- Gõ cửa thăm nhà - MC
- Mái ấm gia đình Việt - Người chơi
- Cùng con trưởng thành, cùng con hạnh phúc - MC
- Tài tiếu tuyệt
- Kỳ án Đôn Tây kim cổ
- Danh hài đất Việt
- Diêm Vương xử án
- Gà đẻ trứng vàng
- Kỳ tài thách đấu
- Hội quán tiếu lâm
- Đấu trường âm nhạc nhí
- Tuyệt đỉnh giác quan
- Tường lửa
- 9 người 10 ý
- Sao hoả sao kim
- Đấu trường âm nhạc
- Lời tự sự
- Khuôn mặt đáng tin
- Phim trên THVL (kỳ 224)
- Con đến từ hành tinh nào?
- Giải mã tri kỷ
- Ơn giời, cậu đây rồi
- Vợ chồng son
- Lời chưa nói
- Khoảng khắc rực rỡ
- Và nhiều chương trình khác

## Giải thưởng
| Giải Thưởng                                     | Năm  | Hạng Mục                                            | Tác Phẩm Đề Cử                  | Kết Quả   | Chú Thích     |
| ----------------------------------------------- | ---- | --------------------------------------------------- | ------------------------------- | --------- | ------------- |
| Liên hoan truyền hình toàn quốc                 | 2013 | Diễn viên xuất sắc nhất                             | Thuyền giấy                     | Đoạt giải | [ 14 ]        |
| Liên hoan truyền hình toàn quốc                 | 2020 | Nữ diễn viên xuất sắc nhất                          | Luật trời                       | Đoạt giải | [ 15 ]        |
| Giải Mai Vàng                                   | 2013 | Nữ diễn viên được yêu thích nhất                    | Thuyền giấy                     | Đề cử     | [ 16 ]        |
| Giải Mai Vàng                                   | 2015 | Nữ diễn viên được yêu thích nhất                    | Mặn hơn muối                    | Đề cử     | [ 17 ]        |
| Giải Cánh Diều                                  | 2014 | Nữ diễn viên chính xuất sắc phim truyện truyền hình | Thuyền giấy                     | Đoạt giải | [ 18 ]        |
| HTV Awards                                      | 2014 | Nữ diễn viên điện ảnh được yêu thích nhất           | Thuyền giấy                     | Đoạt giải | [ 19 ] [ 20 ] |
| HTV Awards                                      | 2016 | Nữ diễn viên điện ảnh được yêu thích nhất           | Mặn hơn muối                    | Đề cử     | [ 21 ]        |
| Ngôi Sao Của Năm                                | 2021 | Nữ ngôi sao phim ảnh                                | Trói buộc yêu thương, Luật trời | Đoạt giải | [ 22 ]        |
| Ngôi Sao Xanh                                   | 2018 | Nữ diễn viên truyền hình xuất sắc nhất              | Nhà ông Hoàng có ma             | Đề cử     | [ 23 ]        |
| Nghệ sĩ tiêu biểu lĩnh vực Nghệ thuật biểu diễn | 2022 | Diễn viên truyền hình nổi bật của năm               | Mẹ rơm                          | Đoạt giải | [ 24 ]        |

- Giải thưởng chương trình truyền hình: Cup giải nhất Ơn giời cậu đây rồi![25]